# Gelasinospora goundaensis
Gelasinospora goundaensis är en svampart som beskrevs av Cailleux 1972. Gelasinospora goundaensis ingår i släktet Gelasinospora och familjen Sordariaceae.   Inga underarter finns listade i Catalogue of Life.